# Utetes imitabilis
Utetes imitabilis är en stekelart som först beskrevs av Telenga 1950.  Utetes imitabilis ingår i släktet Utetes och familjen bracksteklar. Inga underarter finns listade i Catalogue of Life.